# Tomi Vozab
Tomi Vozab (Zagreb, 26. travnja 1990.), hrvatski rukometaš, dio šireg kruga popisa za reprezentaciju

## Klubovi
- RK Moslavina Kutina (Premijer liga) : 02/22. -
- RK Dubrava Zagreb (Premijer liga) : 2021. - 01/22.
- RK NEXE Našice (Liga SEHA) : 2018. - 2021.
- USAM Nîmes Gard (LNH - LIDL Starligue) : 2017. – 2018.
- Saran Loiret Handball (LNH - LIDL Starligue') : 2016. – 2017.
- Saran Loiret Handball (PRO D2) : 2015. – 2016.
- Cernay Wattwiller Handball (Nationale 1) : 2013. – 2015.
- RK NEXE Našice (Liga SEHA) : 2012. – 2013.
- RK Dubrava Zagreb (Premijer liga) : 2011. – 2012.
- HRK Gorica (Premijer liga) : 2010. – 2011.
- RK Petrinja (1.HRL) : 2009. – 2010.
- RK Dubrava Zagreb (Premijer liga) : -2009.

## Naslovi
- Finalist francuskog kupa Coupe de France : 2017. – 2018.
- Prvak druge francuske lige PRO D2 : 2015. – 2016.
- Sudionik francuske rukometne utakmice All Stara.[4]

## Vanjske poveznice
- Sportnet  Arhivirana inačica izvorne stranice od 20. ožujka 2017. (Wayback Machine)
- https://www.instagram.com/p/CTiCtSMjlOL/
- https://hrs.hr/2021/09/10/paket24-premijer-liga-vrijeme-je-za-rukomet/
- https://hrs.hr/2021/11/28/paket24-premijer-liga-liga-a-dubrava-bolja-od-rudara/
- https://hrs.hr/2022/02/25/paket24-premijer-liga-tri-dana-velikih-uzbudenja/